# Paramimiculus pterolophioides
Paramimiculus pterolophioides är en skalbaggsart som beskrevs av Stefan von Breuning 1964. Paramimiculus pterolophioides ingår i släktet Paramimiculus och familjen långhorningar.
Artens utbredningsområde är Moçambique. Inga underarter finns listade i Catalogue of Life.